# John Beazley
John Davidson Beazley, född den 13 september 1885 i Glasgow, död den 6 maj 1970 i Oxford, var en brittisk arkeolog och konsthistoriker.
Beazley var 1925–1956 professor i klassisk arkeologi vid Oxfords universitet (Lincoln Professor of Classical Archaeology and Art), och en framstående kännare av grekiska vaser. Beazley var banbrytande för klassificeringen och dateringen av främst den attiska rödfiguriga keramiken. Han tilldelades den första Kenyonmedaljen 1957.
Bland hans arbeten märks Attic red-figured vases in American museums (1918) och Attische Vasenmaler des rotfigurigen Stils (1925) jämte ett flertal avhandlingar i arkeologiska tidskrifter.